# Tristagma vittatum
Tristagma vittatum är en amaryllisväxtart som först beskrevs av August Heinrich Rudolf Grisebach, och fick sitt nu gällande namn av Hamilton Paul Traub. Tristagma vittatum ingår i släktet Tristagma och familjen amaryllisväxter. Inga underarter finns listade i Catalogue of Life.

## Bildgalleri

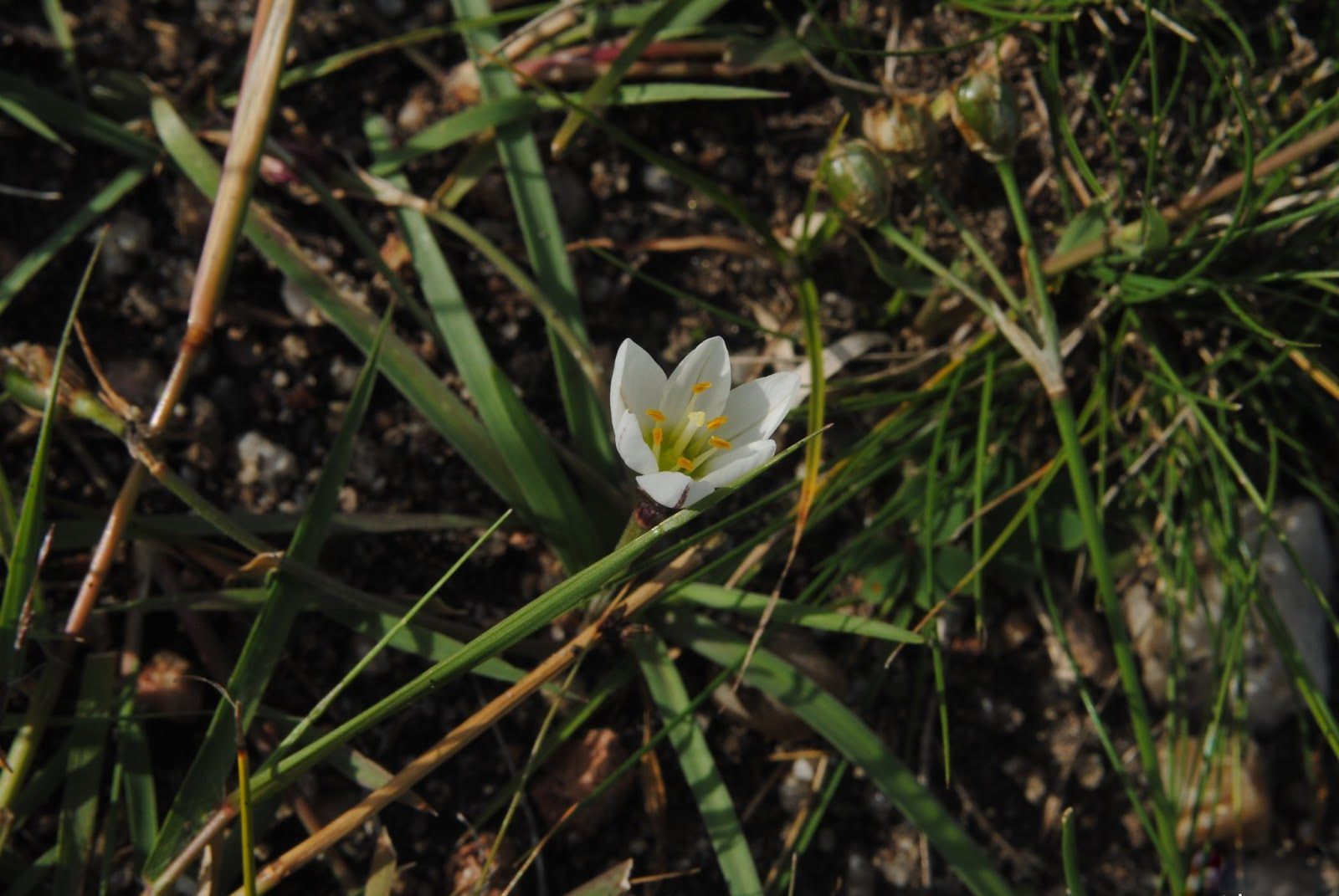
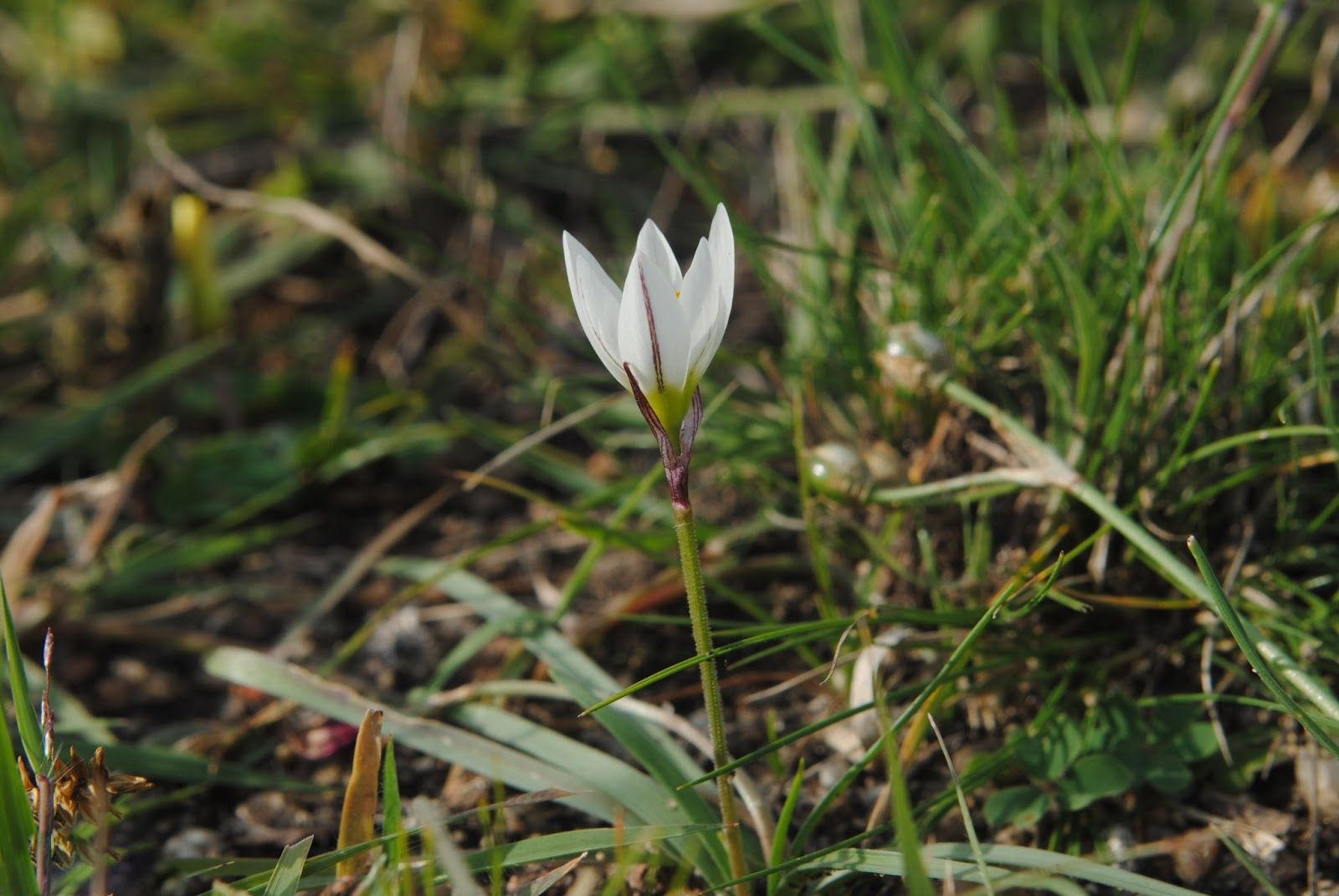
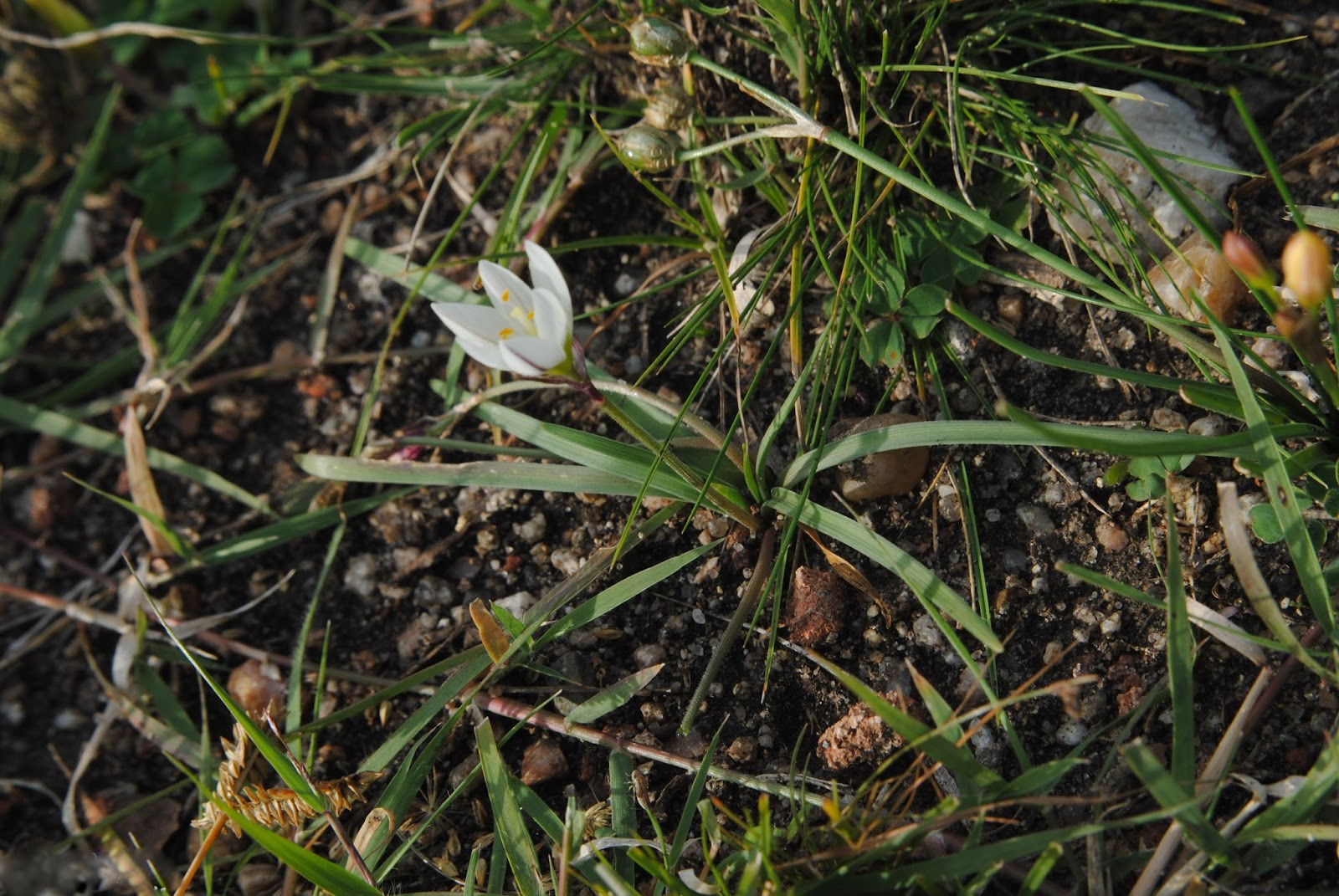
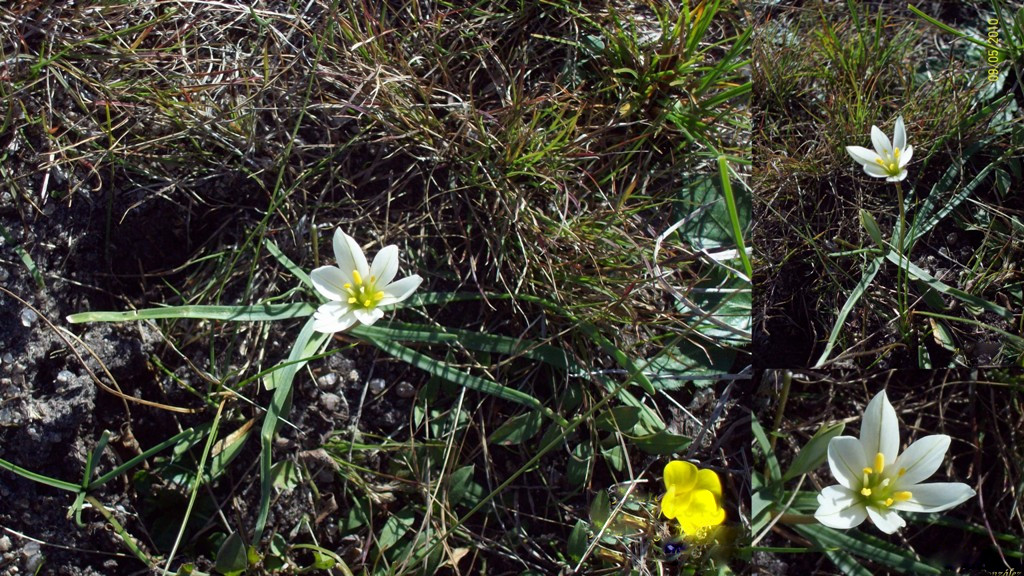